# OpenURL
OpenURL é um formato padronizado para a codificação de uma descrição de um recurso dentro de um Uniform Resource Locator (URL), destinada a ajudar os usuários da Internet para encontrar uma cópia do recurso que eles têm permissão para acessar. Apesar de OpenURL poder ser usado com qualquer tipo de recurso na Internet, ele é normalmente utilizado por bibliotecas para ajudar a conectar clientes com tal conteúdo, como artigos, livros, ou de patentes localizados em suas coleções ou disponíveis por assinatura. A National Information Standards Organization desenvolveu normas para o OpenURL e o seu recipiente de dados (o ContextObject) como o padrão ANSI/NISO Z39.88-2004 da Instituto Nacional Americano de Normas. 
O padrão OpenURL é projetado para permitir a vinculação de recursos de informação, tais como a abstração e a indexação em bases de dados (fontes) para a biblioteca de serviços (metas), tais como revistas académicas, seja online ou impressas ou em outros formatos. A ligação é mediada pelo link "link resolvers", ou "link-servers", que analisa os elementos de um OpenURL e fornece links para os objetivos adequados disponíveis através de uma biblioteca através da utilização de uma base de dados de conhecimento OpenURL .
A fonte que gera um OpenURL, normalmente, é uma citação bibliográfica ou registo bibliográfico em uma base de dados que indexa os recursos de informação, muitas vezes encontrados em bibliotecas. Exemplos de tais bases de dados incluem Ovid Technologies, Web of Science, SciFinder, MLA International Bibliography e Google Scholar. 
Uma meta é um recurso ou serviço que o ajuda a satisfazer necessidades de informação do utilizador. Exemplos de metas incluem os repositórios de texto completo, revistas on-line, catálogos de bibliotecas on-line e outros recursos da Web e serviços.

## História
A OpenURL foi criado por Herbert Van de Sompel, um bibliotecário na Ghent University, na década de 1990. Seu software de servidor de link, SFX, foi adquirido pela empresa de automação de bibliotecas Ex Libris Group, que popularizou a OpenURL na indústria da informação.
Em 2005, uma versão melhorada da OpenURL (versão 1.0) tornou-se o padrão ANSI/NISO Z39.88-2004, com a versão de Van de Sompel a ser designada como a versão 0.1.
O novo padrão fornece um arcaboiço (framework) para a descrição de novos formatos, bem como a definição de versões de vários formatos em XML.
A Online Computer Library Center (OCLC), foi nomeada em 22 de junho de 2006 a agência de manutenção para o padrão.
Em 2006, um relatório de pesquisas encontrou alguns problemas que afetam a eficiência da OpenURL nas ligações e recomendou a criação de um grupo para estabelecer as melhores práticas de soluções. O grupo de trabalho KBART (Bases de Conhecimento e Ferramentas Relacionadas) foi constituído para o progresso das recomendações do relatório de pesquisa. As normas OpenURL e relatórios de trabalho continuam com o projeto da NISO, o IOTA (Melhoria OpenURLs Através do google Analytics), que produziu uma ferramenta de relatórios e o resumo da investigação em 2013, observando os benefícios de análise de dados para melhorar a resolução de links.

## Uso
A aplicação mais comum de OpenURL é para auxiliar na resolução de uma solicitação para um recurso da web (como um artigo on-line). Um OpenURL inclui informações sobre o recurso referenciado em si, e informações de contexto — o contexto em que o OpenURL ocorre (por exemplo, uma página de resultados de pesquisa a partir de um catálogo da biblioteca) e o contexto da solicitação (por exemplo, o usuário que está fazendo o pedido). Se é um contexto diferente, é expresso no URL, e uma cópia diferente acaba resolvido. As mudanças no contexto são previsíveis, e não requerem o criador original da hiperligação (por exemplo, o editor do journal ) para URLs diferentes feitros por medida e para contextos diferentes.
Por exemplo, ao alterar a URL de base ou um parâmetro de sequência de consulta pode significar que o OpenURL resolve para uma cópia de um recurso em uma biblioteca diferente. Assim, o mesmo OpenURL, contido, por exemplo, em um jornal eletrônico, pode ser ajustado por qualquer biblioteca para fornecer acesso à sua própria cópia do recurso, sem substituir completamente o jornal do hiperlink. O diário de provedor, por sua vez, não é mais necessário fornecer uma versão diferente do jornal, com hiperlinks diferentes, para cada inscrição de biblioteca (Ver também COinS).

## Formato
Um OpenURL consiste de uma base de URL, que contém o endereço do link-servidor do usuário institucional, seguido por uma sequência de caracteres de consulta, que consiste de pares chave-valor com serialização de um ContextObject. O ContextObject é na maioria das vezes os dados bibliográficos, mas a partir da versão 1.0 o OpenURL pode incluir, também, informações sobre o solicitante, o recurso que contém o hiperlink, o tipo de serviço requerido, e assim por diante. Por exemplo:
http://resolver.example.edu/cgi?genre=book&isbn=0836218310&title=The+Far+Side+Gallery+3
é uma versão 0.1 OpenURL descrevendo um livro.
http://resolver.example.edu/cgi é o URL base de um link de exemplo-servidor.
Na versão 1.0, este mesmo link se torna um pouco mais:
http://resolver.example.edu/cgi?ctx_ver=Z39.88-2004&rft_val_fmt=info:ofi/fmt:kev:mtx:book&rft.isbn=0836218310&rft.btitle=The+Far+Side+Gallery+3
Acima sequência de caracteres de consulta consiste dos seguintes pares de valor-chave:
- ctx_ver=Z39.88-2004 – especificando a versão do ContextObject
- rft_val_fmt=info:ofi/fmt:kev:mtx:livro – especificar o formato dos metadados para o referente (no caso, um livro)
- Campos a partir deste formato de descrever o objeto de referência:
  - rft.isbn=0836218310 – ISBN identificação do livro
  - rft.btitle=A+Muito+Lado+Galeria+3 – o título do livro

Chaves sempre consistem de caracteres seguro e não estão codificados, mas os valores são codificadas em URL.

## Aplicativos e ferramentas
Várias empresas do mercado de sistemas de servidor link, incluindo a OCLC (como parte do WorldCat Local), Ex Libris (SFX e Alma UResolver), Serials Solutions (360 Link, anteriormente conhecido como o Article Linker), Innovative Interfaces, Inc. (WebBridge), EBSCO Information Services (Full Text Finder), Ovid (LinkSolver), SirsiDynix (Resolver), Fretwell-Downing (OL2), TDNet, Inc. (TOUResolver), WT Cox Information Services (Journal Finder), R.R. Bowker (Ulrichs Resource Linker) e Infor (Vlink). Resolvedores de links de código aberto incluem CUFTS and Umlaut. Há também ferramentas de código aberto para a manipulação de OpenURLs e o Code4Lib comunidade mantém uma lista dessas.
OpenURL é normalmente implementada por provedores de informação pela inserção dinamicamente de uma base adequada de URL em páginas da web enviada para um usuário autenticado. OpenURL COinS é uma especificação que permite acesso gratuito a serviços como a Wikipédia para fornecer OpenURLs cooperando com o software do lado cliente de agentes. A pesquisa federada de software apresenta os links OpenURL em campos do registo utilizando os links da biblioteca do assinante para ligação a servidores que facilitam o acesso ao texto completo de recursos a partir de um registo bibliográfico de hiperlinks.